# Henri Leconte
Henri Leconte (Lillers, 4 luglio 1963) è un ex tennista francese.

## Carriera
Dotato di un talento straordinario e capace di velocità di palla impensabili, alternate a tocchi e sensibilità che hanno avuto pochi paragoni nel panorama tennistico, la costante ricerca del colpo più difficile e spettacolare lo portava spesso, tuttavia, a commettere errori incredibili ed a perdere talvolta partite già vinte. Non sempre sorretto da una preparazione fisica adeguata, anche a causa di numerosi gravi infortuni che ne hanno limitato l'attività (in particolare 3 interventi per ernia discale ed alcuni mesi di sospensione dell'attività per mononucleosi infettiva), è stato costretto a numerose pause forzate e ad un ritiro abbastanza precoce dall'attività agonistica.
Finalista nel 1979 all'Orange Bowl (sconfitto da Mats Wilander). Nel 1980 fu vicecampione del mondo juniores ITF, dietro al meno talentuoso connazionale Thierry Tulasne, che successivamente raggiunse risultati molto meno significativi nel circuito ATP. Leconte passò professionista nel 1981, dopo aver vinto il Roland Garros junior; nello stesso anno conquistò il torneo di Bologna nella specialità doppio per poi vincere l'anno seguente nel circuito professionistico il torneo di Stoccolma sconfiggendo in finale uno dei suoi più grandi rivali, ancora lo svedese Mats Wilander.
Nel 1982 arrivò a disputare la finale di Coppa Davis, ma i transalpini furono sconfitti 4-1 dagli statunitensi. Riuscì in seguito a vincere la Coppa Davis nel 1991, battendo gli Stati Uniti in coppia con Guy Forget. In particolare Leconte fu autore di una prestazione straordinaria, battendo tra l'altro Pete Sampras, allora numero 6 della classifica ATP, tre set a zero ed in coppia con Guy Forget gli allora numero 1 della classifica mondiale di doppio Flach e Seguso. Con Yannick Noah, Leconte, costituì uno dei doppi più spettacolari di sempre e vinse il Roland Garros nel 1984 ed arrivò in finale agli US Open l'anno seguente. Con Guy Forget rimase imbattuto in Coppa Davis vincendo 11 incontri su 11 disputati.
In singolare entra nei "top ten" nel 1985, anno in cui raggiunge i quarti di finale sia al Roland Garros (perde da Wilander dopo avere battuto Noah) che a Wimbledon (dove perde da Boris Becker dopo avere battuto Ivan Lendl). 
Proprio la capacità di produrre un gioco di "estremo" attacco su tutte le superfici di gioco rappresentano una delle caratteristiche più rilevanti di Leconte, insieme alla completezza dei suoi colpi vincenti (servizio, dritto, rovescio, volée e demi-volée).
Nel 1986 conferma e migliora i risultati dell'anno precedente raggiungendo le semifinali sia a Wimbledon che a Parigi ed i quarti di finale agli US OPEN, raggiungendo il 5º posto della classifica ATP, nonostante la pausa forzata di alcuni mesi in seguito ad una mononucleosi infettiva. Nel 1987 nonostante tre mesi di inattività dovuti ad un'ernia discale, raggiunge i quarti di finale a Wimbledon. Nel 1990 raggiunge nuovamente i quarti di finale al Roland Garros, ma è costretto ad una nuova operazione al ginocchio.
Nei tornei dello slam ottiene i suoi risultati più importanti in patria, raggiungendo la finale al Roland Garros 1988 sconfitto da Mats Wilander e nel 1992 nuovamente la semifinale (sconfitto da Petr Korda) in un torneo sorprendente nel quale ha beneficiato di una wild card in quanto sprofondato in classifica mondiale addirittura in posizione 200 a causa di un intervento per un'ernia del disco; torneo questo nel quale ha superato al terzo turno la testa di serie n.4 Michael Stich, l'uruguaiano (specialista della terra battuta) Marcelo Filippini negli ottavi, lo svedese Nicklas Kulti nei quarti di finale rimontando lo svantaggio iniziale di ben due set per vincere al quinto con il punteggio di 6-7 3-6 6-3 6-3 6-3. il 1992 si conclude nuovamente con un infortunio, questa volta al tendine di Achille durante i quarti di finale del torneo di Parigi Bercy.
Si è ritirato dal tennis professionistico nel 1996, tuttavia gioca ancora nel circuito ATP Champions Tour, dove è tuttora uno dei tennisti più seguiti per la spettacolarità dei colpi.

### Finali nei Tornei del Grande Slam (1)

#### Sconfitte: (1)
| Anno | Torneo        | Avversario in finale | Punteggio     |
| 1988 | Roland Garros | Mats Wilander        | 7–5, 6–2, 6–1 |

## Statistiche

### Singolare

#### Vittorie (9)
| No. | Data | Torneo                         | Superficie     | Avversario in finale | Punteggio          |
| 1.  | 1982 | Stockholm Open, Stoccolma      | Cemento indoor | Mats Wilander        | 7–6, 6–3           |
| 2.  | 1984 | Stuttgart Outdoor, Stoccarda   | Terra rossa    | Gene Mayer           | 7–6, 6–0, 1–6, 6–1 |
| 3.  | 1985 | ATP Nizza, Nizza (1)           | Terra rossa    | Víctor Pecci         | 6–4, 6–4           |
| 4.  | 1985 | Medibank International, Sydney | Erba           | Kelly Evernden       | 6–7, 6–2, 6–3      |
| 5.  | 1986 | Geneva Open, Ginevra           | Terra rossa    | Thierry Tulasne      | 7–5, 6–3           |
| 6.  | 1986 | German Open Hamburg, Amburgo   | Terra rossa    | Miloslav Mečíř       | 6–2, 5–7, 6–4, 6–2 |
| 7.  | 1988 | ATP Nizza, Nizza (2)           | Terra rossa    | Jérôme Potier        | 6–2, 6–2           |
| 8.  | 1988 | Brussels Indoor, Bruxelles     | Indoor         | Jakob Hlasek         | 7–6, 7–6, 6–4      |
| 9.  | 1993 | Halle Open, Halle              | Erba           | Andrij Medvedjev     | 6–2, 6–3           |

### Doppio

#### Vittorie (10)
- 1981: Bologna (con Sammy Giammalva Jr.)
- 1982: Nizza (con Yannick Noah)
- 1982: Basilea (con Yannick Noah)
- 1982: Vienna (con Pavel Složil)
- 1983: Aix-en-Provence (con Gilles Moretton)
- 1984: Roland Garros (con Yannick Noah)
- 1984: Kitzbühel (con Pascal Portes)
- 1984: Stoccolma (con Tomáš Šmíd)
- 1988: Nizza (con Guy Forget)
- 1993: Indian Wells (con Guy Forget)